# Карл Молдън
Карл Молдън е (на английски: Karl Malden, 22 март, 1912–1 юли, 2009) е американски актьор, носител на Оскар. 

## Живот и кариера
Карл Молдън Младен Джордже Секулович e син на чешка майка и баща сърбин - Мини и Петър Секулович, роден и израсъл в Гери, Индиана. Молдън посещава гимназия Емерсън в Гари, а след това щатския учителски колеж в Конуей, Арканзас. От 1933 до 1936 г. завършва актьорско обучение в Goodman Theatre Dramatic School в Чикаго. 1937 г. участва в Golden Boy на Клифърд Одъст за първи път на Бродуей. 1940 г. прави филмовия си дебют в They Knew What They Wanted на страната на Чарлс Лотън. През Втората световна война служи във Военновъздушните сили на американската армия и там се запознава с по-късния си колега актьор Брад Декстър и завързват доживотно приятелство. След войната продължава работа като сценичен работник и понякога взема участие във филми.
През филмовата си кариера, най-вече във второстепенни роли, той участва в почти 70 игрални филма. Сред тях са множество на брой класики на холивудското кино. Най-вече за режисьора Елия Казан, с когото още през 40-те години на XX век работят успешно на Бродуей, Молдън е един от най-важните изпълнители на роли. 1947 г. участва заедно с Марлон Брандо в постановката Трамвай Желание в ролята на Харолд Митчъл. По-късно изпълнява същата роля и в кинопродукцията от 1951 г. като за изявата си получава наградата Оскар за най-добра поддържаща мъжка роля. 1954 г. е номиниран за Оскар за поддържаща роля във филма На кея, който получава цели 8 Оскара.
Казан му дава и една от малкото на брой главни роли. 1956 г. Молдън е ролята на странния съпруг на непълнолетна в Baby Doll. 1961 г. участва във филма How the West Was Won заедно с много други известни актьори в една от главните роли.
Между 1972 и 1977 г. Молдън участва в 120 епизода на американския сериал Улиците на Сан Франсиско. От 70-те години насам той участва най-вече в телевизионни сериали. 1992 г. се снима и в игралния филм Back to the Streets of San Francisco. Последната му актьорска изява е през 2000 година в сериала The West Wing като баща на Томас Каванау.
От 1989 до 1992 г. Молдън е президент на Academy of Motion Picture Arts and Sciences, която дава наградата Оскар.
Карл Молдън се жени на 18 декември 1938 г. за Мона Грийнберг и наравно с актьора Норман Лойд има най-дългия брак в Холивуд.
Молдън умира на 1 юли 2009 г. в Брентууд, предградие на Лос Анджелис, на 97-годишна възраст от естествена смърт.

## Избрана филмография
| Година | Филм                     | Оригинално заглавие      | Роля                           | Режисьор              |
| ------ | ------------------------ | ------------------------ | ------------------------------ | --------------------- |
| 1950   | Стрелецът                | The Gunfighter           | Мик                            | Хенри Кинг            |
| 1951   | Трамвай „Желание“        | A Streetcar Named Desire | Харолд Мичъл                   | Елия Казан            |
| 1953   | Аз изповядвам            | I Confess                | инспектор Ларю                 | Алфред Хичкок         |
| 1954   | На кея                   | On the Waterfront        | отец Бари                      | Елия Казан            |
| 1956   | Бейби Дол                | Baby Doll                | Арчи Лий Мейган                | Елия Казан            |
| 1959   | Дървото на обесените     | The Hanging Tree         | (Френчи) Плант                 | Делмар Дейвс          |
| 1962   | Как беше завладян Запада | How the West Was Won     | Зебулон Прескот                | Хатауей, Форд, Маршал |
| 1964   | Есента на шайените       | Cheyenne Autumn          | Капитан Хенри У. Уесълс младши | Джон Форд             |
| 1965   | Синсинати Кид            | The Cincinatti Kid       | Шутър                          | Норман Джуисън        |
| 1966   | Невада Смит              | Nevada Smith             | Том Фич                        | Хенри Хатауей         |
| 1970   | Патън                    | Patton                   | генерал Омар Брадли            | Франклин Шафнър       |